# قزل-تو (شهرستان ات‌باشی)
قزل-تو (به لاتین: Kyzyl-Tuu) یک منطقهٔ مسکونی در قرقیزستان است که در شهرستان ات‌باشی واقع شده‌است. قزل-تو ۱٬۷۰۴ نفر جمعیت دارد.